# Demarkationsproblemet
Demarkationsproblemet i vetenskapsteorin handlar om hur och var man ska dra gränsen för vad som är vetenskap. Gränsen kan dras mellan vetenskap och icke-vetenskap, mellan vetenskap och pseudovetenskap, mellan vetenskap och metafysik eller mellan vetenskap och religion/vidskepelse.
Problemet har diskuterats av vetenskapsfilosofer i över ett århundrade, men är fortfarande inte löst. Även om man är mer eller mindre överens om grunden för vetenskaplig metod, återstår vissa delproblem och debatten kring gränsdragningarna fortsätter.
Det mest kända kriteriet för vetenskap framfördes av Karl Popper och säger att en vetenskaplig teori måste vara falsifierbar, det vill säga att den måste vara sårbar. Den måste kunna alstra testbara förutsägelser, som om de befinnes falska sägs falsifiera teorin. 
Detta kriterium kallas falsifikationism och har kritiserats av Duhem, Hempel och Quine.

## Laudans avvisande av avgränsningsproblemet
Larry Laudan har bidragit till problematiken med demarkationskriterium för att särskilja vetenskap från icke-vetenskap. Med utgångspunkt från sin kritik av paradigmbegreppet (främst av Thomas Kuhn) och forskningsprogram (främst av Imre Lakatos), föreslog han en lösning på definitionen av begreppet forskningstradition: enligt denna nya uppfattning är det inte teorierna som går in i krisperioder och som ersätts då ett stort antal anomalier dyker upp, som de gör enligt Kuhn. I stället är det forskningsprogrammen, d.v.s. metoderna med vilka dessa teorier utvecklas, som går in i kriser. I motsats till Thomas Kuhn så förkastar inte Laudan möjligheten att flera forskningstraditioner kan samexistera under en given period i historien. Han avlägsnar därmed den överdrivna strukturella strängheten hos Kuhns teori, men menar att fraser kring "pseudovetenskap" och "ovetenskap" är tomma och hör till politikers, teologers och sociologers retorik.